# 오창 서림산성
오창 서림산성(梧倉 徐林山城)은 충청북도 청주시 청원구에 있다. 2017년 3월 17일 청주시의 향토유적 제32호로 지정되었다.

## 지정 사유
오창 후기리와 천안 수남리에 걸쳐 있는 삼국시대 석축산성이다. 천안-청주간 교통로상에 위치하고 있다.